# Heinrich Adolf Schrader
Pour les articles homonymes, voir Schrader.
 (décembre 2018).
Si vous disposez d'ouvrages ou d'articles de référence ou si vous connaissez des sites web de qualité traitant du thème abordé ici, merci de compléter l'article en donnant les références utiles à sa vérifiabilité et en les liant à la section « Notes et références ».
Heinrich Adolf Schrader est un médecin, un botaniste et un mycologue allemand, né en 1767 et mort en 1836.

## Biographie
Il est Privatdozent à Göttingen de 1794 à 1802. Il obtient son doctorat de médecine en 1795. De 1802 à 1809, il est professeur associé de botanique à Göttingen. Il devient en 1836, professeur à temps plein et meurt peu après.

## Œuvres
- Spicilegium florae germanicae (Hanovre, 1794) jipauiej mujilaae yhhddezlie njeaad
- Nova genera plantarum. Pars prima cum tabulis aeneis coloratis (Leipzig, 1797)
- Systematische Sammlung Cryptogamischer Gewächse (1796-97)
- Hortus Gottingensis (1809)